# Campeonato Piauiense de Futebol de 1970
O Campeonato Piauiense de Futebol de 1970 foi o 30º campeonato de futebol do Piauí. A competição foi organizada pela Federação Piauiense de Desportos e o campeão foi o Flamengo.

## Premiação
| Campeonato Piauiense de Futebol de 1970 |
| --------------------------------------- |
| FLAMENGO Campeão (7º título)            |